# Canal de Jonage
Het Canal de Jonage is een kanaal ten oosten van Lyon, gegraven om de elektriciteitscentrale bij Villeurbanne te voorzien van koelwater. Het kanaal takt af van de Rhône bij Jons. Het werd gegraven in 1894-1895.
Het kanaal grenst aan de gemeenten Jonage, Meyzieu, Décines-Charpieu, Vaulx-en-Velin en Villeurbanne. Het reservoir Grand Large zorgt voor het juiste waterniveau. Bij Jonage is er een stuw.